# اسپرینگ ولی، شهرستان آدامز، ایلینوی
اسپرینگ ولی (به انگلیسی: Spring Valley) یک منطقهٔ مسکونی در ایالات متحده آمریکا است که در شهرستان آدامز، ایلینوی واقع شده‌است. اسپرینگ ولی ۱۸۴٫۱ متر بالاتر از سطح دریا واقع شده‌است.